# Vòng loại Giải vô địch bóng đá thế giới 2002 (play-off OFC–CONMEBOL)
Vòng loại Giải vô địch bóng đá thế giới 2002 (vòng play-off OFC – CONMEBOL) là vòng loại cuối cùng của Giải vô địch bóng đá thế giới 2002 diễn ra với 2 trận sân nhà và sân khách giữa đại diện đến từ OFC (Úc) và đại diện đến từ CONMEBOL (Uruguay).
Trận lượt đi diễn ra ngày 20 tháng 11 năm 2001 tại Melbourne (Úc) và trận lượt về diễn ra sau đó 5 ngày tại Montevideo (Uruguay).
Úc đang hy vọng góp mặt tại FIFA World Cup kể từ lần gần nhất vào năm 1974, còn lần gần nhất Uruguay dự FIFA World Cup là ở kỳ FIFA World Cup 1990.
Ở trận lượt đi, Úc đã đánh bại Uruguay 1–0, nhưng ở trận lượt về thì Uruguay đã giành chiến thắng 3–0. Chung cuộc, Uruguay giành chiến thắng với tổng tỉ số 3–1 và giành quyền tham dự Giải vô địch bóng đá thế giới 2002 (diễn ra ở Nhật Bản và Hàn Quốc).

## Hành trình
| Đội       | Trận | T  | H | Thua | BT | BB | HS | Điểm |
| --------- | ---- | -- | - | ---- | -- | -- | -- | ---- |
| Argentina | 18   | 13 | 4 | 1    | 42 | 15 | 27 | 43   |
| Ecuador   | 18   | 9  | 4 | 5    | 23 | 20 | 3  | 31   |
| Brasil    | 18   | 9  | 3 | 6    | 31 | 17 | 14 | 30   |
| Paraguay  | 18   | 9  | 3 | 6    | 29 | 23 | 6  | 30   |
| Uruguay   | 18   | 7  | 6 | 5    | 19 | 13 | 6  | 27   |

| Đội            | Trận | T | H | Thua | BT | BB | HS  | Điểm |
| -------------- | ---- | - | - | ---- | -- | -- | --- | ---- |
| Úc             | 4    | 4 | 0 | 0    | 66 | 0  | 66  | 12   |
| Fiji           | 4    | 3 | 0 | 1    | 27 | 4  | 23  | 9    |
| Tonga          | 4    | 2 | 0 | 2    | 7  | 30 | −23 | 6    |
| Samoa          | 4    | 1 | 0 | 3    | 9  | 18 | −9  | 3    |
| Samoa thuộc Mỹ | 4    | 0 | 0 | 4    | 0  | 57 | −57 | 0    |

## Chi tiết trận đấu

### Lượt đi
| Úc                 | 1–0      | Uruguay |
| ------------------ | -------- | ------- |
| Muscat 78' (ph.đ.) | (Report) |         |

| Australia | Uruguay |

| GK             | 1  | Mark Schwarzer |     |     |
| DF             | 2  | Kevin Muscat   | 85' |     |
| DF             | 14 | Shaun Murphy   |     |     |
| DF             | 3  | Craig Moore    |     |     |
| DF             | 5  | Tony Vidmar    |     |     |
| MF             | 7  | Brett Emerton  |     |     |
| MF             | 4  | Paul Okon (c)  |     |     |
| MF             | 8  | Josip Skoko    |     |     |
| MF             | 11 | Stan Lazaridis |     | 45' |
| FW             | 9  | Mark Viduka    |     |     |
| FW             | 10 | Harry Kewell   |     |     |
| Substitutions: |    |                |     |     |
| GK             | 12 | Zeljko Kalac   |     |     |
| DF             | 6  | Tony Popovic   |     |     |
| DF             | 16 | Steve Horvat   |     |     |
| MF             | 13 | Mark Bresciano |     |     |
| MF             | 17 | Steve Corica   |     |     |
| FW             | 18 | Paul Agostino  |     | 45' |
| FW             | 21 | John Aloisi    |     |     |
| Manager:       |    |                |     |     |
| Frank Farina   |    |                |     |     |

| GK             | 1  | Fabián Carini         |     |     |
| DF             | 2  | Washington Tais       |     |     |
| DF             | 3  | Alejandro Lembo       |     |     |
| DF             | 4  | Paolo Montero (c)     |     |     |
| DF             | 6  | Darío Rodríguez       | 34' |     |
| MF             | 8  | Gonzalo de los Santos |     |     |
| MF             | 5  | Pablo Gabriel García  |     |     |
| MF             | 7  | Gianni Guigou         |     |     |
| MF             | 20 | Álvaro Recoba         |     |     |
| FW             | 19 | Javier Chevantón      |     | 77' |
| FW             | 11 | Federico Magallanes   |     | 71' |
| Substitutions: |    |                       |     |     |
| GK             | 12 | Gustavo Munúa         |     |     |
| DF             | 14 | Joe Bizera            |     |     |
| MF             | 10 | Nicolás Olivera       |     |     |
| MF             | 16 | Guillermo Giacomazzi  |     | 71' |
| FW             | 9  | Diego Alonso          |     |     |
| FW             | 15 | Mario Regueiro        |     | 77' |
| FW             | 18 | Richard Morales       |     |     |
| Manager:       |    |                       |     |     |
| Víctor Púa     |    |                       |     |     |

| Trợ lý trọng tài: - Marco Ivaldi (Ý) - Aniello Di Mauro (Ý) Trọng tài thứ tư: Cosimo Bolognino (Ý) | Quy tắc - 90 phút thi đấu chính thức - Được thay 3 (trong số 7) cầu thủ dự bị vào sân |

### Lượt về
| Uruguay                      | 3–0      | Úc |
| ---------------------------- | -------- | -- |
| Silva 14' · Morales 70', 90' | (Report) |    |

| Uruguay | Australia |

| GK             | 1  | Fabián Carini         | 90+3'   |         |
| DF             | 2  | Washington Tais       | 85'     |         |
| DF             | 3  | Alejandro Lembo       |         |         |
| DF             | 4  | Paolo Montero (c)     |         |         |
| DF             | 6  | Darío Rodríguez       |         |         |
| MF             | 5  | Pablo Gabriel García  | 66'     |         |
| MF             | 7  | Gianni Guigou         |         |         |
| MF             | 10 | Mario Regueiro        | 10' 64' |         |
| MF             | 20 | Álvaro Recoba         |         |         |
| FW             | 9  | Darío Silva           | 81' 81' |         |
| FW             | 11 | Federico Magallanes   |         | 65'     |
| Substitutions: |    |                       |         |         |
| GK             | 12 | Gustavo Munúa         |         |         |
| DF             | 14 | Gonzalo Sorondo       |         | 81'     |
| MF             | 8  | Gonzalo de los Santos |         | 64' 80' |
| MF             | 15 | Guillermo Giacomazzi  |         |         |
| MF             | 16 | Nicolás Olivera       |         |         |
| FW             | 18 | Richard Morales       |         | 65' 70' |
| FW             | 19 | Diego Alonso          |         |         |
| Manager:       |    |                       |         |         |
| Víctor Púa     |    |                       |         |         |

| GK             | 1  | Mark Schwarzer  |     |     |
| DF             | 2  | Kevin Muscat    | 32' | 62' |
| DF             | 14 | Shaun Murphy    |     | 81' |
| DF             | 3  | Craig Moore     |     |     |
| DF             | 5  | Tony Vidmar     |     |     |
| MF             | 7  | Brett Emerton   |     |     |
| MF             | 4  | Paul Okon (c)   |     |     |
| MF             | 8  | Josip Skoko     |     |     |
| MF             | 11 | Stan Lazaridis  |     |     |
| FW             | 9  | Mark Viduka     |     |     |
| FW             | 10 | Harry Kewell    |     | 71' |
| Substitutions: |    |                 |     |     |
| GK             | 12 | Zeljko Kalac    |     |     |
| DF             | 16 | Steve Horvat    |     |     |
| MF             | 13 | Mark Bresciano  |     |     |
| MF             | 17 | Steve Corica    |     |     |
| MF             | 22 | Mile Sterjovski |     |     |
| FW             | 18 | Paul Agostino   |     | 62' |
| FW             | 21 | John Aloisi     |     | 81' |
| Manager:       |    |                 |     |     |
| Frank Farina   |    |                 |     |     |

| Trợ lý trọng tài: - Ahmed Yaqqob Mohamed (UAE) - Ali Abdulla Makhlouf (UAE) Trọng tài thứ tư: Musallam Al Bloushi (UAE) | Quy tắc - 90 phút thi đấu chính thức - 30 phút hiệp phụ (nếu Uruguay thắng 1–0) - Đá penalty nếu vẫn chưa phân được đội thắng cuộc - Được thay 3 (trong số 7) cầu thủ dự bị vào sân |